# Petrona García Morales
Petrona García y Morales (sinh ngày 29 tháng 4 năm 1817 - mất ngày 17 tháng 8 năm 1857) là một người phụ nữ Guatemala. Bà là vợ của Tổng thống Guatemala Rafael Carrera.

## Tiểu sử
Bà sinh ra ở Mataquescuintla có nguồn gốc khiêm nhường. Sau đó, bà kết hôn với Rafael Carrera năm 1833. Trong các trận đánh của Rafael Carrera nổi bật: doanh trại của Mataquescuintla; một trong những Ambelis ở Santa Rosa, đánh bại quân đội được chỉ huy bởi Teodoro Mejía; vào ngày 7 tháng 12 năm 1837 tại quảng trường Jalapa, nơi ông bị đánh bại; và vào ngày 13 tháng 1 năm 1838, nơi Garrison Guatemala bị tấn công. Một số trong những sự kiện quân sự này đi kèm với những hành động đáng tiếc của cả hai bên, như cướp, tấn công, và giết người không tự vệ. Đặc biệt, chính phủ của Gálvez, khi biết rằng Carrera là thủ lĩnh của cuộc nổi dậy, xâm chiếm Mataquescuintla và bắt vợ, Petrona García, người mà những người lính đã dùng bằng vũ lực; khi nghe Carrera, ông thề sẽ trả thù cho vợ mình, và đi cùng bà, ông khởi động lại cuộc chiến với sức sống mới. Petrona Garcia, bị ám ảnh bởi mong muốn trả thù, đã phạm nhiều tội ác chống lại quân đội Tự do, đến mức nhiều thành viên của Carrera lo sợ bà nhiều hơn chính lãnh đạo, mặc dù Carrera sau đó cho thấy các đặc điểm lãnh đạo và chuyên môn quân sự sẽ mô tả nó.
Petrona García Morales sau đó ở lại với Rafael Carrera trong thời gian hành chính của mình. Vào năm 1857, dịch bệnh tả bùng phát khiến nhiều người mù trong nước, kể cả cuộc đời của Petrona García. Nó đã được quyết định ba ngày kể từ ngày quốc tang.